# Terjék család (therjékvalvi)
Therjékvalvi Terjék család (néhol: Therjék), egy ősrégi földbirtokos nemesi család, amely a Sáros vármegyei Therjékfalváról vette előnevét.

## A család története
1463-ban élt Terjék Péter, aki a Kapy család familiárisa volt. Ugyanakkor abban az évben is említik Terjék Imrét, aki királyi ember és Sáros megyei nemes. Nyomárkay Lőrinc 1575-ben új adományt nyer a therjékfalvi Terjék család tagjaival Terjékfalvára, neje Terjék Magdolna, aki Terjék Boldizsár és Mogyorossy Potenciána lánya volt. Lőrinctől származnak az ungi Nyomárkayak, míg Nyomárkay Gáspártól, kinek neje Terjék Zsófia (Magdolnának a leánytestvére) volt, a zempléni ág.
A therjékfalvi Terjék és a zalai szenterzsébeti Terjék család közötti esetleges rokonságot semmi mai napig ismert feltárt forrás nem támasztja alá; kizárólag a névrokonság létezik.  A therjékfalvi Terjék család eredetét Sáros megyében, a szenterzsébeti Terjék család pedig Zala megyében a "Kutasy" névként visszavezethető.